# Вишнёвый (Краснодарский край)
Вишнёвый — посёлок в Славянском районе Краснодарского края.
Входит в состав Прибрежного сельского поселения.

## География

### Улицы
- ул. Васильковая,
- ул. Вишнёвая,
- ул. Вольная,
- ул. Восточная,
- ул. Жасминовая,
- ул. Парковая,
- ул. Профильная,
- ул. Садовая,
- ул. Северная,
- ул. Сливовая,
- ул. Южная.

## Население
| 2002 | 2010 |
| ---- | ---- |
| 624  | ↗652 |

## Инфраструктура
Сельский клуб
Магазин
Фельдшерского-акушерский пункт

## Карты
- [web.archive.org/web/20040912183544/http://mapl37.narod.ru/map1/il37112.html L-37-101 — 1 : 100 000]